# Richfield Coliseum
Das Richfield Coliseum (auch bekannt als Coliseum at Richfield) war eine Mehrzweckhalle im Richfield Township im Summit County zwischen Akron und Cleveland im Nordosten des Bundesstaates Ohio. Die Halle fasste 21.000 Besucher bei Konzerten und etwas weniger bei Sportveranstaltungen. Das Richfield Coliseum wurde vom März bis Mai 1999 abgerissen.

## Geschichte
Das Halle wurde von George E. Ross Architects, Inc. entworfen. Der Grundstein wurde am 16. März 1973 gelegt. Eröffnet wurde die Arena am 26. Oktober 1974. Die Baukosten betrugen 36 Mio. US-Dollar. Das Richfield Coliseum ersetzte die 1937 eröffnete Cleveland Arena und wurde hauptsächlich für Sportveranstaltungen wie Basketball, Eishockey, Fußball und Tennis sowie Konzerte genutzt. Der sportliche Hauptnutzer waren über die ganze Zeit die Cleveland Cavaliers aus der National Basketball Association.
Am 24. März 1975 standen sich die Boxer Muhammad Ali und Chuck Wepner in der neuen Arena gegenüber. Ali siegte durch TKO in der 15. Runde. Für Muhammad Ali war es die erste Titelverteidigung (WBA / WBC) nach dem Rumble in the Jungle gegen George Foreman am 30. Oktober 1974. Ein weiterer WM-Boxkampf fand am 23. September 1983 in Richfield statt. Der aus Akron stammende und bis dahin ungeschlagenen WBA-Schwergewichtsweltmeister Michael Dokes verlor überraschend gegen den Südafrikaner Gerrie Coetzee durch KO. Drei Mal wurde die Wrestlingveranstaltung WWF Survivor Series (1987, 1988, 1992) im Richfield Coliseum ausgetragen. Larry Bird absolvierte am 17. Mai 1992 im Richfield Coliseum sein letztes NBA-Spiel. Bird verlor mit den Boston Celtics gegen die Cleveland Cavaliers mit 104:122 und schied aus den Play-offs aus.
Die Halle diente als Veranstaltungsort von Konzerten internationaler Künstler und Bands wie Bruce Springsteen, Whitney Houston, David Bowie, Queen, U2, Grateful Dead, Phil Collins, Rush, KISS, Janet Jackson, Eric Clapton, Stevie Wonder, Michael Jackson, Prince, Madonna, The Police, Metallica, Guns n’ Roses, Billy Joel, Deep Purple, Neil Diamond, Elvis Presley, Bob Dylan, Genesis, Pink Floyd, The Who, Aerosmith, Van Halen, John Denver, Tina Turner, Led Zeppelin, Frank Zappa, Jethro Tull, Alice in Chains, Fleetwood Mac, Iron Maiden, ZZ Top, Whitesnake, Mötley Crüe, The Kinks, Robert Plant, Anthrax, Megadeth, Judas Priest oder Bob Seger & the Silver Bullet Band. Frank Sinatra gab am 26. Oktober 1974 das erste Konzert im Coliseum. Am 1. September 1994 trat Roger Daltrey als letzter in der Halle auf. Die letzte Veranstaltung war ein Eishockeyspiel der Cleveland Lumberjacks am 24. September des Jahres. Am 17. Oktober 1994 wurde die Quicken Loans Arena als neue Spielstätte der Cleveland Cavaliers eröffnet.